# Catfan
Catfan，又称喵友，是一个自称“新型的实时博客社区”的多语言社交网站。其自述创立理念是“能让用户在简单漂亮的界面中与朋友实时分享交流訊息，图片，视频和音乐”。于2010年3月建站。

## 建立与运营
Catfan于2010年3月建站并投入运营，名字取Catch fan（抓住朋友）之意。据其创始人所述，在建站之前使用半年以上的时间进行各种设计和开发；他认为站点的主要定位为“年轻，追求个性化，并爱好交流的用户”。
2011年，其总用户数达到7000。

## 功能
外界将Catfan形容为类似Tumblr的“实时轻博客”，主要因其用户在网页上作出各种更新，自定义等操作无需刷新，可以在一个页面中完成。网站亦使用HTML5及CSS技术简化用户操作，并为用户个性化提供自定义应用。网站另有为移动设备优化的页面。
该站于2011年9月推出“企业账户”。企业账户提供初步的数据分析，地理位置，幻灯片信息展示等模块，供企业用户管理和跟踪数据以及展示品牌形象。
Catfan团队称Catfan“未来将会有更丰富的的应用和模板，还会有更多的功能出现，使用体验会不断进行改良，系统支持的语言也会在将来陆续增加”。

## 客户端
目前官方已推出iOS客户端。